# Campione (metrologia)

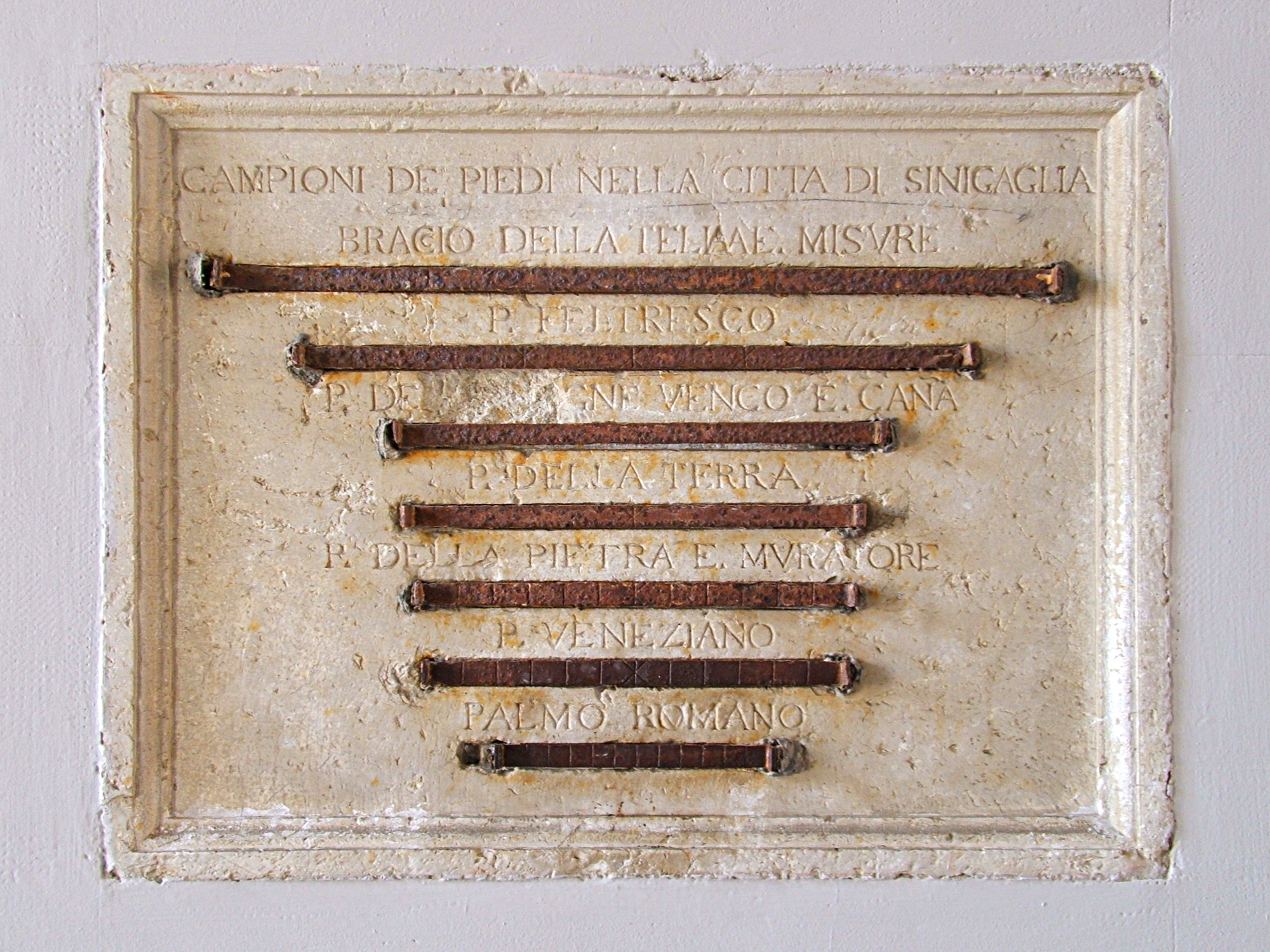
Campione di antiche misure, Senigallia.

Un campione è un oggetto, uno strumento o un sistema di misura, destinato a fornire un riferimento rispetto ad una o più grandezze. Esso ha il compito di definire, realizzare, conservare e riprodurre unità di misura.
La trasmissione (tra il campione e un altro strumento) della riferibilità di un'unità di misura (e conseguentemente della grandezza associata) viene realizzata tramite l'operazione di taratura.

## Caratteristiche dei campioni
Per la "missione" che a loro è stata affidata, i campioni devono essere realizzati prestando particolare cura ad alcune caratteristiche metrologiche fondamentali:
- accuratezza nella realizzazione del loro valore nominale;
- conseguimento di elevata ripetibilità e riproducibilità nelle grandezze di interesse;
- alta stabilità nel tempo delle caratteristiche;
- immunità agli agenti di disturbo ambientali.

Tutte queste caratteristiche concorrono nel definire la precisione del campione, e conseguentemente nella sua incertezza di misura. È evidente che i campioni devono essere scelti tra le realizzazioni tecniche che presentano la migliore precisione realizzabile.
Dal punto di vista pratico, il campione va scelto in maniera oculata: se è vero che sono tecnicamente realizzabili campioni molto precisi, è anche vero che i costi crescono in modo quadratico via via che si richiedono precisioni maggiori. Pertanto è opportuno analizzare preventivamente i bisogni e scegliere campioni adeguati, senza pretendere troppo.
Altri fattori da analizzare (e spesso trascurati) sono aspetti di contorno (ma fondamentali) relativi all'uso dei campioni, esempio:
- sufficiente addestramento del personale (alcuni campioni richiedono degli operatori altamente specializzati);
- controllo delle condizioni ambientali dove il campione è utilizzato (esempio particolari condizioni di temperatura e umidità, o ambienti con assenza di vibrazioni o rumore);
- esecuzione della manutenzione prevista nei manuali d'uso (per il mantenimento della piena funzionalità delle apparecchiature);
- utilizzo di prodotti particolari che sono d'ausilio nell'uso del campione (esempio gas inerti, oli, adattatori, ecc.)
- verifica periodica delle caratteristiche metrologiche (tarature programmate e verifiche intermedie).

## Tipologia dei campioni
I campioni possono essere di varia natura, e una prima classificazione può essere fatta suddividendoli per tipo di struttura. Ad esempio in:
- campioni materiali;
- strumenti campione;
- sistemi campione;
- campioni collettivi.

### Campioni materiali

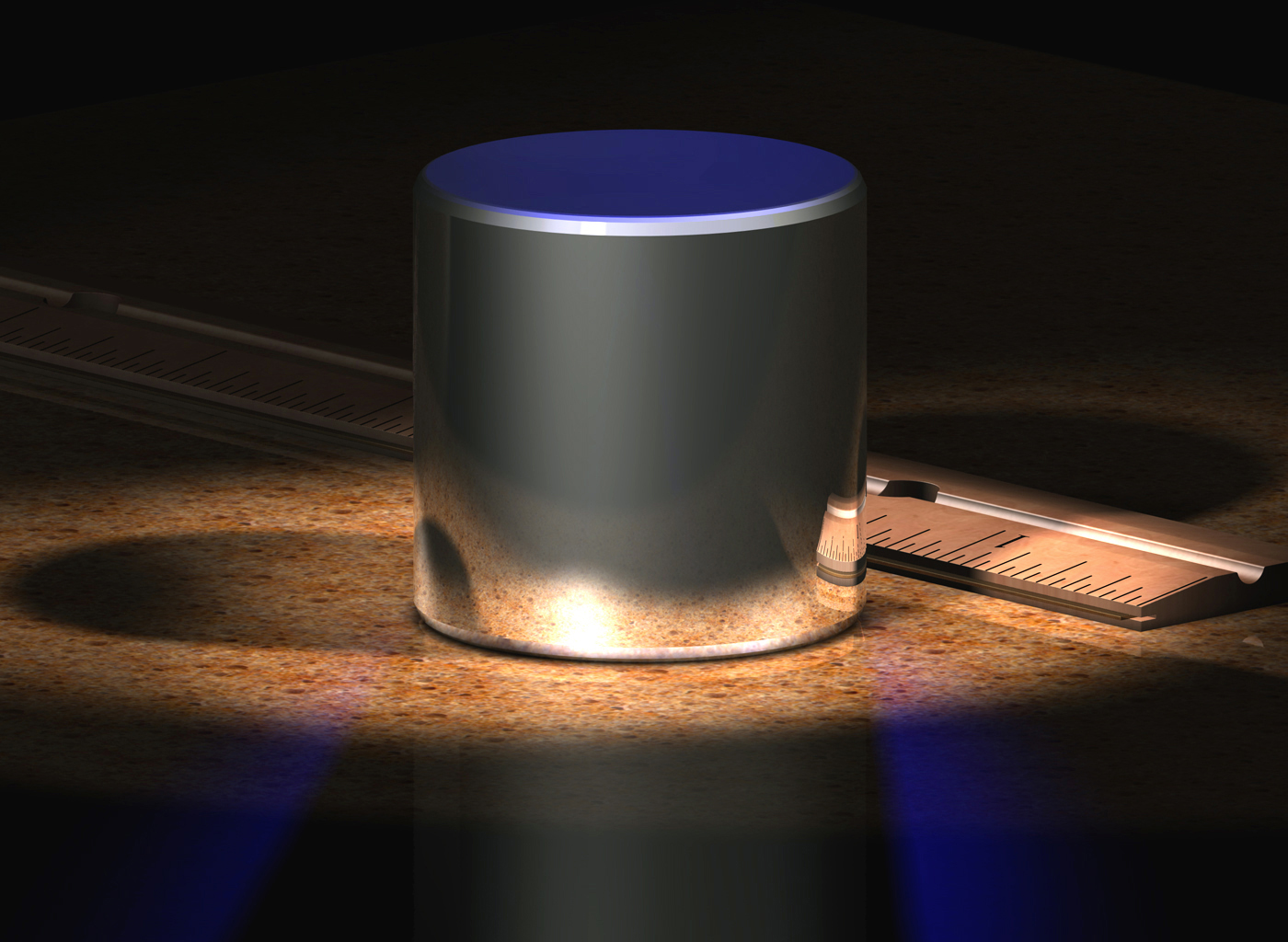
Elaborazione grafica al computer del campione da un chilogrammo conservato a Sèvres

Un campione materiale è un oggetto destinato a fare da riferimento rispetto ad una o più grandezze, in quanto esso stesso le realizza. Questi oggetti (o apparecchiature) sono costruiti per realizzare o generare una grandezza campione, ad un preciso valore nominale e con incertezza nota.
Ad esempio, un "peso campione" da 1 kg è un campione materiale, in quanto è un oggetto metallico realizzato per pesare 1 kg, più o meno una certa incertezza legata alla sua classe di precisione. La sua caratteristica costruttiva più importante (pesare 1 kg) realizza ed è riferimento per l'unità di misura chilogrammo.
Anche se questi campioni non possono effettuare direttamente rilievi su un misurando, essendo utilizzabili per effettuare dei confronti tra grandezze (dunque misure), possono essere formalmente considerati strumenti di misura.
Altri esempi di campioni materiali :
- piani campione;
- blocchetti di riscontro;
- resistori campione;
- masse (gergalmente detti "pesi") campione;
- miscele titolate di gas;
- pile sature di Weston campione;
- generatori di funzione.
- metro campione: la definizione del metro campione come la quarantamilionesima parte del meridiano terrestre risale al 1791 e fu il risultato delle attività di una commissione di studio composta da C. Borda, A. Condorcet, G.L. Lagrange, P.S. Laplace e G. Monge, incaricati dall'Assemblea Costituente francese di stabilire le unità campione di lunghezza e di procedere alla standardizzazione delle varie unità di misura. Nel 1795 fu stabilito che il campione di platino del metro fosse conservato nel Museo di arti e mestieri di Parigi come prototipo.
- litro campione: si tratta del classico cilindro di capacità di un litro, chiuso superiormente da un disco di vetro opaco di diametro un po' maggiore di quello del contenitore. Riempiendo il cilindro fino all'orlo e premendo la superficie libera del liquido con il disco di vetro per eliminare gli eccessi di volume dovuti alla tensione superficiale, si ottiene esattamente la capacità di un litro.[3]

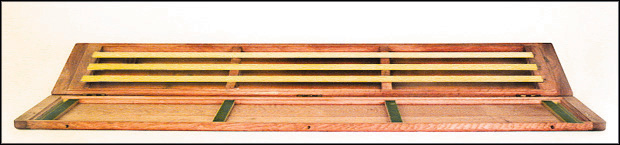
L'immagine mostra l'interno della custodia nella quale sono contenute le barre campione.

- barre campione: L'immagine mostra l'interno della custodia nella quale sono contenute le barre campione. in una custodia in legno sono conservate tre barre di ottone, due delle quali argentate, di un metro di lunghezza con divisioni al mm. L'ultima tacca della scala, da entrambe le estremità, è divisa in due parti. Le barre venivano impiegate per tarare altri metri, con l'impiego eventuale di un comparatore di lunghezze o di una macchina da dividere. I tre metri campione sono registrati nella sezione I del Registro Inventariale del Regio Istituto Fisico con il numero 2 bis, provenienti dalla collezione Volpicelli.[4]

Come è noto, le unità campione vengono ormai stabilite con metodi completamente diversi, in particolare con metodo spettroscopici, sicché gli antichi prototipi conservano solo valore storico.
I campioni materiali (che sono strumenti di misura) non vanno confusi con i materiali di riferimento anch'essi tipicamente utilizzati in metrologia come master di calibrazione della strumentazione operativa.

### Strumenti campione
Uno strumento campione è uno strumento di misura destinato a fare da riferimento rispetto ad una grandezza. Normalmente esso misura la grandezza, che poi presenta sotto forma d'indicazione su una scala o visualizzazione su indicatori digitali. Al valore letto, viene associata l'incertezza che lo stesso presenta in quel campo di misura.
Un esempio può essere un buon voltmetro: disponendo di una fonte di tensione sufficientemente stabile, può essere in grado di tarare per confronto un altro voltmetro dotato di un campo di misura compatibile.
Alcuni campioni sono dei trasduttori privi di scale o indicatori, che pertanto non presentano direttamente la misura nell'unità ingegneristica della grandezza di competenza. Quasi tutti presentano come uscita un segnale elettrico proporzionale alla grandezza misurata in ingresso; per ottenere la lettura in unità ingegneristica necessita di un visualizzatore che, opportunamente programmato settaggio,trasformi il segnale elettrico nella relativa visualizzazione.
Nel caso si usi un trasduttore come campione, è necessario che il relativo visualizzatore abbia le seguenti caratteristiche:
- assicuri la corretta e affidabile lettura del segnale d'uscita del trasduttore;
- una classe di precisione sufficientemente elevata, da non influire significativamente sulle misure;
- venga periodicamente controllato (verifica e/o taratura del visualizzatore).

In pratica, anch'esso deve essere uno strumento campione, che collegato al trasduttore, realizza una catena di misura. L'incertezza di misura della catena così realizzata, sarà pari alla somma dell'incertezza del trasduttore e del visualizzatore.
Altri esempi di strumenti campioni:
- manometro campione;
- bilancia campione;
- trasduttore di pressione campione;
- cella di carico campione;

### Sistemi campione

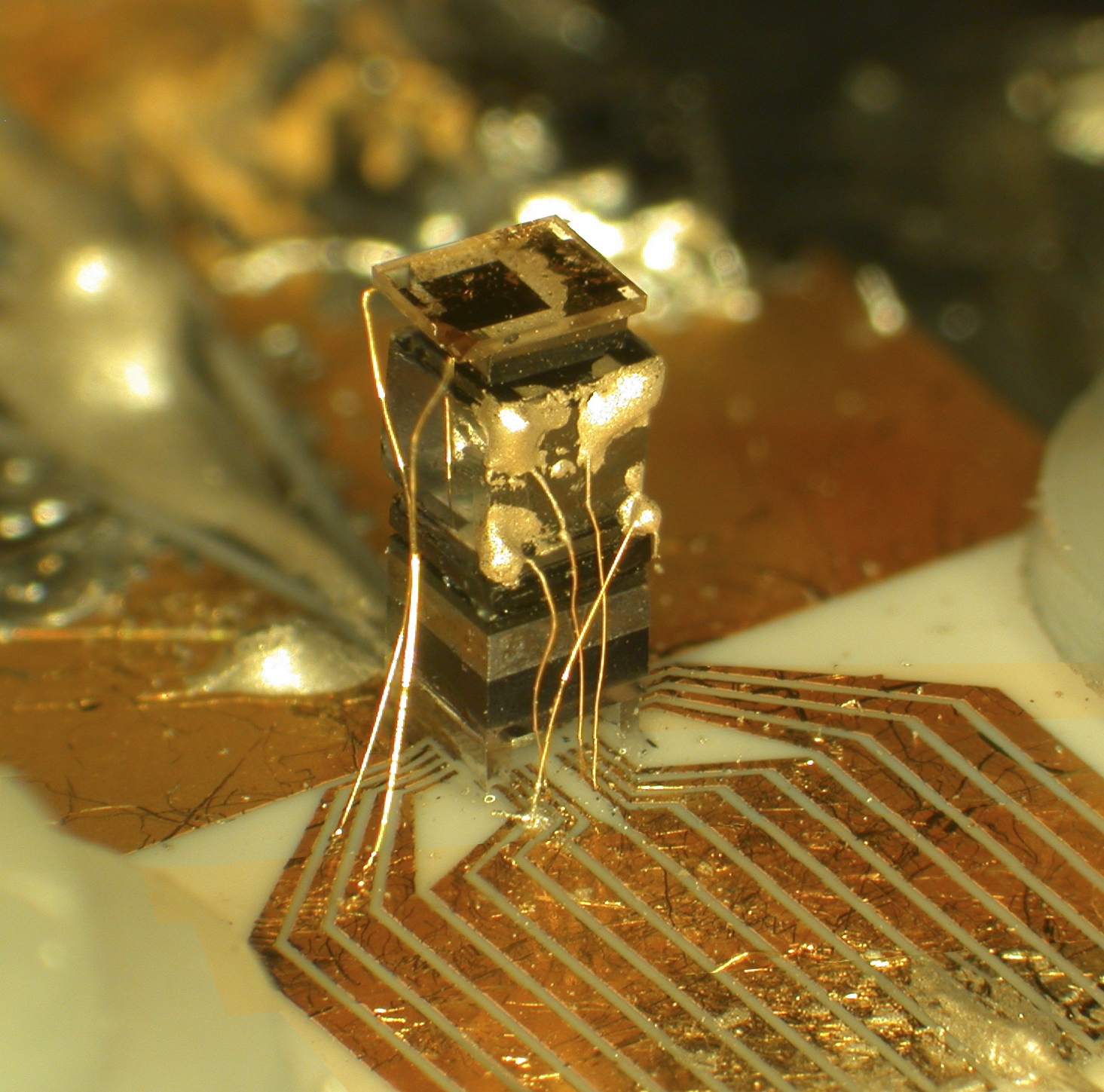
Un orologio atomico su chip sviluppato al NIST.

Un sistema campione è un insieme d'attrezzature, apparecchiature e strumenti di misura opportunamente collegati che, complessivamente, possono fare da riferimento rispetto ad una grandezza.
I sistemi campione possono essere ulteriormente suddivisi in due categorie:
1. sistemi che sfruttano un principio fisico noto, e lo utilizzano per realizzare o misurare la grandezza d'interesse (a questi si possono ascrivere la maggior parte dei campioni primari).
2. catene di misura composte da strumenti realizzati appositamente per misurare la grandezza d'interesse.

Un esempio di sistema del primo tipo è l'orologio atomico al cesio. Partendo dal principio fisico che gli atomi eccitati emettono radiazioni ad una precisa frequenza, esso è costituito da un insieme di apparecchiature che:
- eccitano degli atomi di cesio;
- rilevano le radiazioni emesse;
- amplificano il segnale;
- dividono la frequenza rilevata con appositi contatori elettronici;

ottenendo infine il campione di tempo chiamato "secondo".
In questo caso il sistema realizza e riproduce la grandezza, con una precisione valutabile a priori, analizzando le tolleranze dei singoli componenti e della realizzazione nel suo complesso.
Un esempio di sistema del secondo tipo può essere una catena di misura per accelerazioni. Essa può essere composta da:
- accelerometro piezoelettrico;
- amplificatore di carica;
- registratore di segnale;
- analizzatore di forme d'onda;
- vari cavi di collegamento;

il tutto opportunamente montato e programmato per ottenere una misura d'accelerazione. La precisione può essere valutata a priori (analizzando il contributo d'incertezza dei singoli componenti) oppure a posteriori, tarando la catena nel suo complesso una volta assemblata.
Esempi di sistemi campione:
- interferometro laser;
- banco torsiometrico;
- bilancia di pressione.

### Campioni collettivi
Il campione collettivo è un insieme di campioni materiali o di strumenti di misura simili, il cui uso combinato soddisfa il ruolo di campione.
Normalmente, il campione collettivo viene usato per definire un singolo valore di una grandezza: la media dei valori misurati dai singoli strumenti costituisce il valore campione della grandezza di riferimento.
Il campione collettivo più emblematico è l'attuale campione di massa (il chilogrammo):
sebbene nominalmente esso è un campione materiale conservato a Parigi; dal punto di vista strettamente metrologico, è un campione collettivo costituito da un numero limitato di campioni materiali (conservati gelosamente in vari paesi) realizzati nel XIX secolo, a partire da quello di Parigi. L'incertezza complessiva del chilogrammo è definita dallo scarto esistente tra questi campioni materiali.
Altri esempi di campione collettivo:
- campione di tensione elettrica, realizzata dalla media della tensione d'uscita di una pila Weston;
- campione d'intensità luminosa, realizzata da un gruppo di lampade ad incandescenza di caratteristiche note.

## Campioni primari e secondari
I campioni possono essere suddivisi in base alla fonte della loro riferibilità in:
- primari;
- secondari.

### Campioni primari
Un campione primario è uno strumento realizzato per autoriferirsi:
vale a dire che la riferibilità alla grandezza che andrà a misurare, non è stata trasmessa da un altro strumento dello stesso tipo (tramite una taratura).
Ciò si può ottenere in due modi:
1. il campione di per sé definisce l'unità di misura (ad esempio il chilogrammo campione, o il metro campione fino a qualche decennio fa);
2. il campione funziona secondo un principio fisico che deriva dalla definizione dell'unità di misura (ad esempio un interferometro laser, o un orologio atomico al cesio).

È possibile realizzare campioni primari per le unità di misura di base, come anche per le loro grandezze derivate.
Bisogna specificare che la seconda modalità per ottenere un campione primario non esclude affatto l'esigenza di tarature, solo che non si tratterà di una taratura relativa alla grandezza che andrà a misurare. Infatti, per arrivare alla definizione della sua precisione, sarà necessario una puntuale valutazione di tutte le fonti d'incertezza (operative, metodologiche, strumentali e d'assemblaggio) e conseguentemente potrebbe essere necessario la verifica delle caratteristiche dei suoi componenti, tramite appunto delle tarature.
Ad esempio: è possibile realizzare dei campioni primari di pressione sfruttando il peso di masse che agiscono su stantuffi con diametri noti (bilance di pressione), ma questo non esclude che le masse debbano essere state preventivamente tarate per verificarne il peso, o che gli stantuffi non debbano essere tarati per verificarne il diametro.
In fase di verifica del campione, o d'accreditamento del laboratorio, i campioni primari subiscono comunque dei confronti interlaboratorio allo scopo di verificarne il grado di concordanza rispetto ad altri campioni riconosciuti.
Normalmente, i campioni primari sono realizzati per presentare la migliore precisione tecnicamente raggiungibile nella misura della grandezza di competenza, e sono destinati ai laboratori metrologici d'eccellenza (esempio i Centri Metrologici Nazionali o, in Italia, per i Centri SIT).

### Campioni secondari
Un campione secondario è uno strumento destinato ad essere usato come campione, che ottiene la propria riferibilità da un altro campione, tramite una taratura.
Ad esempio: un manometro può diventare un campione secondario quando viene mandato a tarare presso un laboratorio accreditato per la taratura di manometri. La "taratura" trasmette la riferibilità al suddetto manometro, e potenzialmente, questo può trasmetterla ad altri strumenti che misurano la pressione.
La quasi totalità dei campioni sono "campioni secondari", in quanto la taratura è il modo più sicuro ed economico per ottenere una riferibilità riconosciuta delle misure.

## Campioni di prima linea e di seconda linea
All'interno di uno specifico istituto/azienda/laboratorio i campioni possono essere suddivisi ulteriormente in:
1. campioni di prima linea[7];
2. campioni di seconda linea[8].

Un campione di prima linea (chiamato anche campione di riferimento) è un campione dal quale deriva la riferibilità delle misurazioni eseguite in uno specifico luogo. Generalmente è lo strumento disponibile dotato delle migliori caratteristiche metrologiche.
Un campione di seconda linea (chiamato anche campione di lavoro) è un campione usato correntemente per tarare, controllare campioni materiali o strumenti. Generalmente è stato tarato rispetto al campione di prima linea.
Normalmente, un laboratorio di taratura dispone di un campione di prima linea e uno o più campioni di seconda linea. L'opportunità di una simile organizzazione nasce, sia dalla necessità di assicurare la qualità delle misure, sia quella di razionalizzare i costi:
- il campione di prima linea viene conservato gelosamente ed è il solo che viene periodicamente fatto tarare esternamente (con i tempi e i costi conseguenti);
- i campioni di seconda linea vengono verificati internamente (spesso e con celerità), assicurando qualità nelle misure e mantenimento del servizio;
- in caso d'incidente al campione di lavoro, il servizio e la qualità delle misure può essere mantenuta da un secondo campione di lavoro, o al limite dal campione di prima linea.

## Serie di campioni
La serie di campioni è un insieme di campioni scelti con caratteristiche tali da coprire un ampio campo di misura di una particolare grandezza.
È infatti impossibile che un solo strumento sia in grado d'operare su tutto il campo tecnicamente misurabile di una grandezza. Può così essere conveniente raggruppare una serie di campioni scelti con campi di misura contigui (o parzialmente sovrapposti) e trattarli come un singolo sistema di misura avente campo di misura esteso.
Esempi tipici sono:
- pesiere composte da un certo numero di pesi campione;
- insieme di trasduttori di pressione che coprono intervalli di misura contigui.

## Campioni di trasferimento
Un campione di trasferimento è un campione usato come intermediario per confrontare tra loro altri campioni, oggetti o strumenti di misura. In questi deve essere molto curata la ripetibilità e la stabilità.
Il campione di trasferimento può non essere uno strumento di misura: potrebbe essere un campione materiale (es. peso campione, una dima, un gas titolato), oppure un'apparecchiatura con caratteristiche note (in tal caso viene anche chiamato dispositivo di trasferimento).
Un campione di trasferimento appositamente realizzato per poter essere trasportato da un laboratorio ad un altro, senza perdere le proprie caratteristiche metrologiche, viene anche chiamato campione viaggiante. L'uso tipico dei campioni viaggianti è quello che si riferisce ai confronti interlaboratorio.

## Campioni internazionali
Un campione internazionale è un campione riconosciuto da un accordo internazionale, per servire come base per fissare il valore di tutti gli altri campioni della grandezza in questione.
Attualmente, gli organismi internazionali che si occupano delle standardizzazioni delle misure, si occupano anche di definire e creare i campioni necessari per la definizione, la conservazione e la disseminazione della rispettiva unità di misura.

## Campioni nazionali
Un campione nazionale è un campione riconosciuto con decisione ufficiale nazionale come base per fissare, nella nazione stessa, il valore di tutti gli altri campioni della grandezza in questione.
Va rimarcato però, che negli ultimi 30 anni, vi è stata una considerevole attività allo scopo di allineare i campioni nazionali a campioni internazionali riconosciuti. Ciò è avvenuto o con l'adozione diretta di un campione internazionale, oppure tramite una serie di confronti tra i diversi campioni primari che costituiscono i rispettivi campioni nazionali.
I campioni nazionali, sono generalmente campioni primari, in quanto sono quelli che garantiscono misure con l'incertezza di misura più bassa; però, essendo questi piuttosto costosi nella realizzazione e nella gestione, alcune nazioni utilizzano buoni campioni secondari, o addirittura delegano a altri paesi la riferibilità per alcune grandezze.
In Italia i campioni nazionali sono conservati e gestiti dall'Istituto nazionale di ricerca metrologica, nato dalla fusione dell'Istituto di metrologia "Gustavo Colonnetti" del Consiglio Nazionale delle Ricerche e dell'Istituto elettrotecnico nazionale "Galileo Ferraris".